# Zone de conservation du paysage de Langøya avec conservation de la vie animale et végétale
La Zone de conservation du paysage de Langøya avec conservation de la vie animale et végétale  est une aire protégée norvégienne qui est située dans le municipalité de Bamble, dans le comté de Telemark.

## Description
La réserve naturelle de 0,485 km2 été créée en 2006 et couvre la quasi-totalité de l'île de Langøya, en face de Langesund.
C'est unezone à substrat rocheux calcaire où poussent plusieurs espèces végétales rares. Beaucoup de ces espèces ne se trouvent que sur les montagnes calcaires, y compris plusieurs orchidées telles que l'Ophrys mouche et l'Orchis mâle.
La Dryade à huit pétales est une plante de montagne qui a survécu ici depuis la fin de la dernière période glaciaire et que l'on ne trouve nulle part ailleurs dans les basses terres. Plusieurs espèces rares de champignons, de lichens et d'escargots que l'on ne trouve que sur les montagnes calcaires vivent également à Langøya.

## Galerie

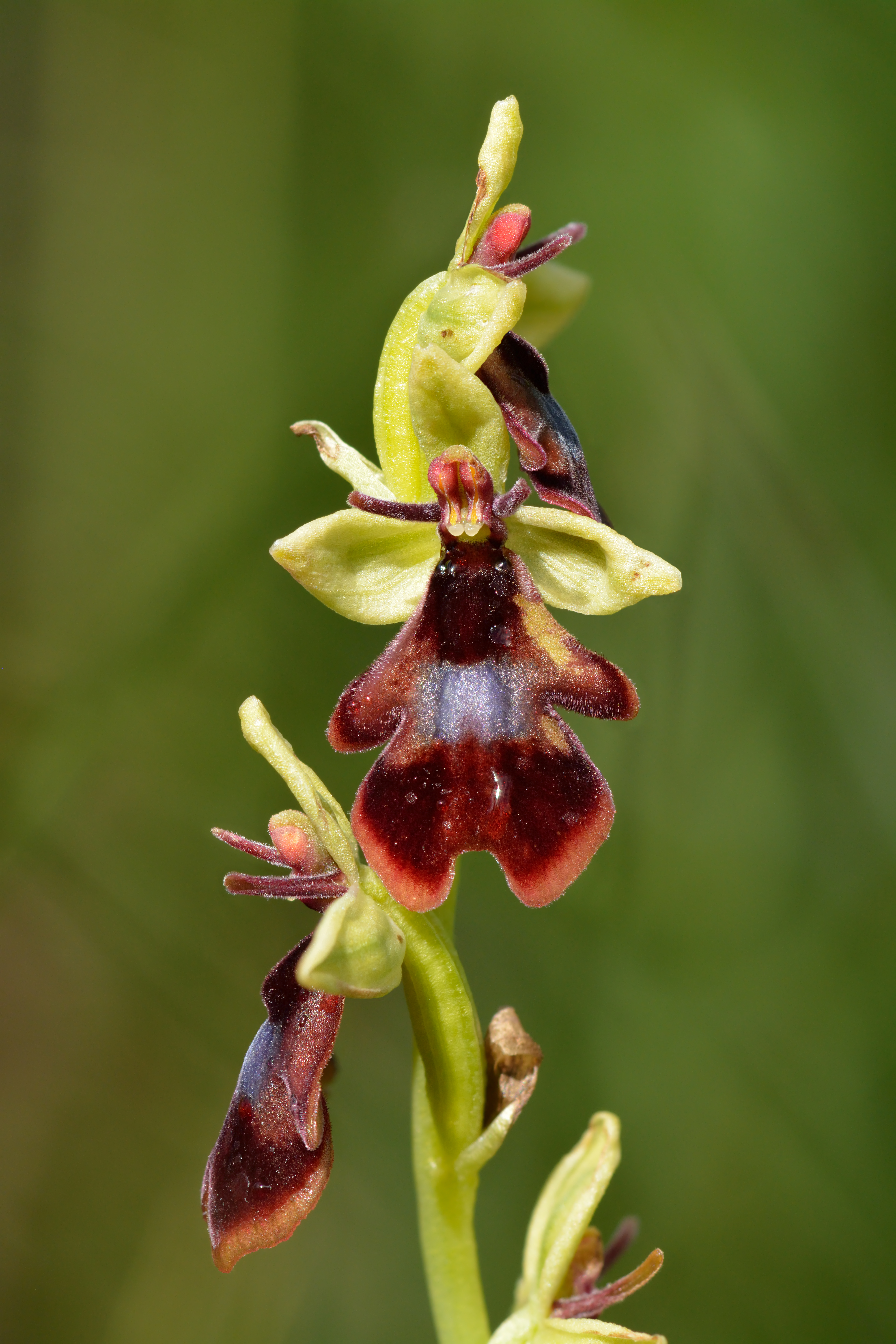
Ophrys insectifera
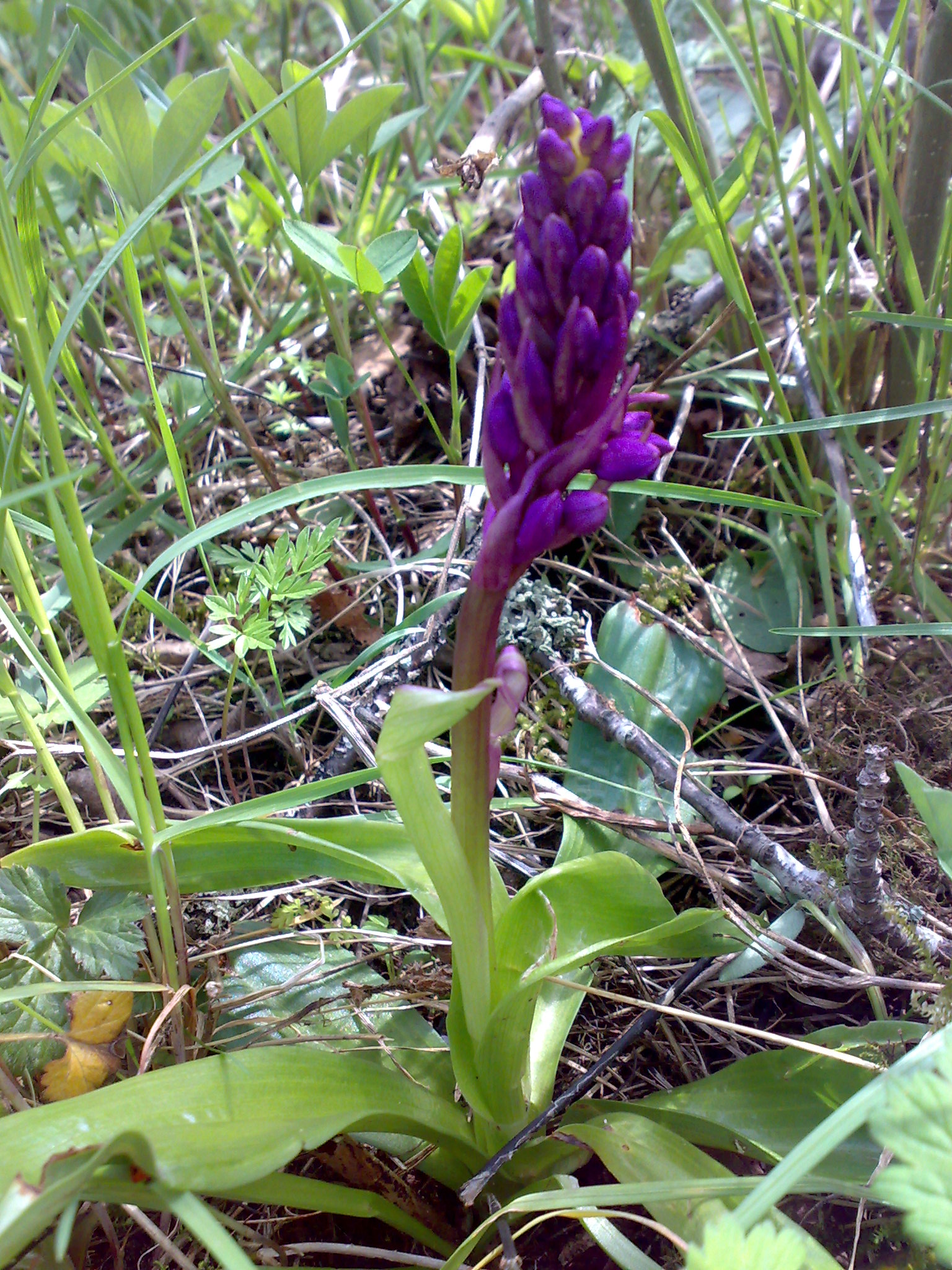
Orchis mâle